# Stuart Long
Stuart Ignatius Long (* 26. Juli 1963 in Seattle, USA; † 9. Juni 2014 in Helena, USA) war ein amerikanischer Boxer und katholischer Priester, der an einer seltenen progressiven Muskelerkrankung litt. In der 2022 erschienenen Filmbiografie Father Stu wurde er von Mark Wahlberg dargestellt.

## Jugend
Stuart Ignatius Long wurde am 26. Juli 1963 in Seattle im US-Bundesstaat Washington als Sohn von William Long und Kathleen Long, geb. Kindrick, geboren. In seiner Kindheit zogen seine Eltern zurück in ihre Heimatstadt Helena, Montana. Long hat einen jüngeren Bruder, Stephen, der im Alter von vier Jahren, als Long selbst 9 Jahre alt war, an Meningokokken starb, und eine sieben Jahre jüngere Schwester, Amy. Long machte 1981 seinen Abschluss an der Capital High School in Helena, wo er Football spielte und Ringkampf betrieb.
Long besuchte das Carroll College, ein privates katholisches College in Helena. Er spielte zwei Jahre lang Football und begann mit dem Boxen. Im Jahr 1985 gewann Long den Golden-Gloves-Titel im Schwergewicht für den Bundesstaat Montana; 1986 wurde er Vizemeister. Long schloss das Carroll College 1986 mit einem Diplom in englischer Literatur ab.

## Bekehrung und weitere Entwicklung
Stuart Long erlebte 1992 eine religiöse Bekehrung, nachdem er bei einem Motorradunfall fast gestorben wäre. Er wurde von einem Auto angefahren und dann von einem anderen überrollt. Er erlitt eine Hirnschwellung und hatte kaum Überlebenschancen. Dennoch erholte er sich.
Um seine katholische Freundin heiraten zu können, willigte Long ein, sich katholisch taufen zu lassen. Dies geschah 1994 in der Osternacht. Zu diesem Zeitpunkt fühlte sich Long jedoch zum Priestertum berufen. Er beschloss, auf die Heirat zu verzichten. Um zu prüfen, ob er tatsächlich zum Priestertum berufen war, unterrichtete Long drei Jahre lang an der Bishop Alemany High School, einer katholischen Schule in Mission Hills, Kalifornien. Im Anschluss daran gab Long 1997 den größten Teil seines Besitzes auf und begann, das Ordensleben bei den Franziskanern der Erneuerung in New York in Betracht zu ziehen. Er wurde an die Franciscan University of Steubenville geschickt, wo er einen Master-Abschluss in Philosophie erwarb. Nach zwei Jahren ermutigten die Franziskaner Long jedoch, das Diözesanpriestertum in Erwägung zu ziehen, und er wurde im Bistum Helena von Bischof Robert C. Morlino als Seminarist angenommen und an das Mt. Angel-Seminar in Oregon geschickt.
Während seiner Zeit im Priesterseminar hatte Long Schwierigkeiten beim Gehen, was die Ärzte zunächst für einen behandelbaren Fall von Polymyositis hielten. Doch schließlich wurde bei ihm Sporadische Einschlusskörpermyositis, eine seltene, fortschreitende Muskelerkrankung, diagnostiziert. Long war verzweifelt, fand aber die Willenskraft, in der ihm verbleibenden Zeit den Glauben zu leben. Long wurde 2006 als Priesteramtskandidat zum Diakon geweiht, aber die Ausbilder des Seminars hatten Zweifel, ob er seine Pflichten als Priester erfüllen könnte. Daher gab es Überlegungen, ihn nicht zur Priesterweihe zuzulassen und ihn stattdessen als ständigen Diakon dienen zu lassen. Während dieser Zeit besuchte Long das Heiligtum Unserer Lieben Frau von Lourdes und glaubte, dass die Jungfrau Maria ihn auf wundersame Weise heilen würde. Als er nicht geheilt wurde, war Long am Boden zerstört und fühlte sich verlassen, aber nachdem er die Grotte ein zweites Mal besucht hatte, fühlte er einen tiefen Frieden. Einem engen Freund zufolge hatte Long beim Besuch der Kathedrale von Notre Dame eine Art mystische Begegnung mit Jeanne d’Arc, nach der er sich berufen fühlte, seine Krankheit für Christus zu tragen.
Nach seiner Rückkehr von der Pilgerreise nach Frankreich erfuhr Long, dass Bischof George Leo Thomas beschlossen hatte, ihn zu weihen. Thomas sagte, er habe ein oder zwei Wochen lang über die Entscheidung nachgegrübelt und sagte: „Ich habe den Herrn immer wieder um Führung angefleht. Ich hörte immer wieder dieselbe Botschaft: ‚Im Leiden liegt Kraft, treibe ihn voran.‘“ Long wurde am 14. Dezember 2007 zum Priester geweiht. Ein Freund fasste Longs Äußerungen bei seiner Priesterweihe wie folgt zusammen: „Ich stehe als gebrochener Mann vor euch. Wenn kein Wunder geschieht, werde ich an dieser Krankheit sterben, aber ich trage sie für das Kreuz Christi, und wir alle können unsere Kreuze tragen.“
Longs erster Einsatz als Priester war in der Little Flower Parish im Blackfeet-Reservat in Browning (Montana). Long war dort sehr beliebt, musste aber nach einem Jahr in eine andere Pfarrei versetzt werden, da er Schwierigkeiten mit der Treppe der Kirche hatte. Im Jahr 2010 zog er in eine Langzeitpflegeeinrichtung in Helena um, wo er seinen Dienst als Priester fortsetzte, wobei er auf den Transport durch andere angewiesen war. Als sich sein Zustand verschlechterte und er nicht mehr in der Lage war, die Einrichtung zu verlassen, besuchten ihn stattdessen Menschen dort. Als er immer schwächer wurde, halfen Freunde Long bei der Feier der Messe, indem sie ihm die Finger führten, um die richtigen Gegenstände zu berühren. Seine Eltern nahmen an einer Taufkatechese für Erwachsene teil und wurden in die katholische Kirche aufgenommen, und viele der Pflegekräfte in der Einrichtung konvertierten zum Katholizismus. Long war auch Mitglied der Knights of Columbus.
Long starb am 9. Juni 2014 in Helena. Er wurde auf dem Resurrection Cemetery in Lewis and Clark County, Montana, beigesetzt.

## Film
Eine Filmbiografie mit dem Titel Father Stu mit Mark Wahlberg als Stuart Long in der Hauptrolle sowie Mel Gibson und Jacki Weaver als Longs Eltern kam am 13. April 2022 während der Karwoche in die amerikanischen Kinos. Ursprünglich sollte David O. Russell das Drehbuch schreiben, doch nachdem sich Russell aufgrund von Terminschwierigkeiten aus dem Projekt, das erstmals 2016 angekündigt worden war, zurückzog, übernahm Rosalind Ross als Drehbuchautorin und führte auch Regie. Longs Eltern, sowie eine Reihe von Freunden, Nachbarn, Geistlichen und Weggefährten waren an der Produktion beteiligt. Zum Film sagte Wahlberg, die Geschichte von Father Stu sei eine Botschaft, dass wir uns alle verbessern und darauf hinarbeiten könnten, bessere Menschen zu sein, und zu helfen, wo wir können.